# Asenovgrad
Asenovgrad (în limba bulgară Асеновград) este un oraș în Bulgaria central sudică. Se află în regiunea Plovdiv, în apropiere de orașul Plovdiv.
Asenova krepost, o fortătreață medievală bulgară aflată la câțiva kilometri de Asenovgrad, este simbolul orașului.
Orașul a fost fondat de către traci, și a aparținut apoi succesiv romanilor, Imperiului Bizantin, Țaratului bulgar și Imperiului Otoman, înainte de a rămâne definitiv în cadrul statului bulgar

## Demografie
Componența etnică a orașului Asenovgrad
     Turci (17,19%)
     Bulgari (71%)
     Nicio identificare (11,21%)
     Altele (1,4%)
La recensământul din 2011, populația orașului Asenovgrad era de 50.846 locuitori. Din punct de vedere etnic, majoritatea locuitorilor (71,0%) erau bulgari, cu o minoritate de turci (17,19%). Pentru 11,21% din locuitori nu este cunoscută apartenența etnică.